# Turbina a bulbo

Schema di una turbina a bulbo

La turbina a bulbo è un tipo di turbina Kaplan molto semplice in quanto è inserita direttamente nella condotta e non necessita di distributore. Viene impiegata su dislivelli ridotti (qualche metro).
La sua particolarità è che solitamente il bulbo contiene pure l'alternatore per la produzione di energia elettrica, sono utilizzate sulle centrali mareomotrici, ad esempio presso l'impianto Sihwa Tidal Power Plant.

## Struttura
Una turbina a bulbo è costituita da diversi componenti
, in particolare:
- Bulbo: componente che contiene il generatore ed i cuscinetti di supporto, necessariamente sigillato rispetto ad infiltrazioni di acqua.
- Girante: componente che converte il moto del fluido in rotazione dell'albero che trascina il generatore
- Sostegni del bulbo: componenti che sorreggono e tengono in posizione di bulbo stesso
- Condotta: tubo che consente di direzionare il fluido

La necessità di garantire una tenuta richiede specifiche soluzioni di isolamento e, per evitare che trafilamenti risultino in effetti deleteri è spesso presente anche una pompa di rilancio dell'acqua dall'interno del bulbo stesso.
Possono inoltre essere presenti:
- Un convertitore elettrico: per modificare la velocità di rotazione della turbina
- Un distributore: posto internamente alla condotta per migliorare le prestazioni della girante
- Un sistema di valvole per la gestione della condizione di runaway e la manutenzione della turbina stessa

## Vantaggi e svantaggi
I principali vantaggi di questa soluzione sono principalmente legati a:
- Più semplici lavori civili di installazione, legati alla necessità di installare solamente la condotta ed una ridotta dimensione dell'impianto stesso
- Ridotte perdite idrauliche legate al più semplice percorso da realizzare ed un incremento della velocità specifica della turbina.

I principali svantaggi sono legati a:
- Alti sforzi assiali trasmessi ai sostegni ed alla condotta, questo ne limita la massima prevalenza sfruttabile.
- Alta pressione sul bulbo in caso di alte portate con conseguente aumento della pressione a valle
- Ridotta inerzia della girante, con conseguente alta accelerazione in caso di disconnessione
- La struttura di supporto è sottoposta a significativi fenomeni di fatica
- I componenti interni al bulbo sono comunque esposti ad una condizione di alta umidità che aumenta gli eventuali fenomeni di corrosione.